# Tornio (Finlandia)
Tornio (Duortnus in sami settentrionale; Torneå in svedese) è una città finlandese di 21227 abitanti, situata nella regione della Lapponia.
La città da sola copre una superficie di 1.227,1 km²; con i comuni limitrofi arriva a 1.348,55 km², dei quali 161,59 km² sono coperti d'acqua. La densità di popolazione è 18,98 ab./km². Confina con la città svedese di Haparanda, con cui forma un unico centro urbano transfrontaliero. I due comuni inoltre amministrano le due sezioni in cui è divisa l'isola di Kataja: Tornio quella orientale e Haparanda quella occidentale.
È sede di uno stabilimento della Outokumpu, una delle più importanti acciaierie per la produzione di acciaio inossidabile.
Da Tornio parte inoltre la strada europea E4 che si protrae fino a Helsingborg, nella Svezia meridionale.

## Amministrazione

### Gemellaggi
- Haparanda
- Devizes
- Hammerfest
- Ikast
- Kirovsk
- Szekszárd
- Vetlanda